# Astroboa ernae
Astroboa ernae är en ormstjärneart som beskrevs av Döderlein 1911. Astroboa ernae ingår i släktet Astroboa och familjen medusahuvuden. Inga underarter finns listade i Catalogue of Life.